# Діогу Моргаду
Діогу Мігел Моргаду Суаріш (порт. Diogo Miguel Morgado Soares, 17 січня 1981) — португальський актор і екс-модель. Відомий за роллю Ісуса Христа в міні-серіалі «Біблія» і у фільмі «Син Божий».

## Біографія
Актор народився в Лісабоні. У сім'ї його виховували в християнських традиціях, є молодший брат Педру. 2 вересня 2009 у Діогу і його дівчини Кетті Олівейра народився син Сантьягу.

## Фільмографія
| Рік  | Українська назва        | Оригінальна назва        | Роль                        |
| ---- | ----------------------- | ------------------------ | --------------------------- |
| 2000 | Я кохаю тебе, Терезо    | Amo-te, Teresa           | Мігель                      |
| 2001 | Теорема Піфагора        | Teorema de Pitágoras     | Роберту                     |
| 2002 | П'яте пекло             | O Quinto dos Infernos    | Д. Карлос                   |
| 2003 | Все для кохання         | Tudo Por Amor            | Педру Каштелу Бранку        |
| 2008 | Бунтівний дух           | Rebelde Way              | Мауру                       |
| 2008 | Одкровення              | Revelação                | Антоніу                     |
| 2009 | Приватне життя Салазара | A Vida Privada de Salaza | Антоніу де Олівейра Салазар |
| 2010 | Кровні узи              | Laços de Sangue          |                             |
| 2010 | Помста                  | Revenge                  | Жоржі Велез                 |
| 2013 | Біблія                  | The Bible                | Ісус Христос                |
| 2013 | Червоний метелик        | Red Butterfly            | Тоніо                       |
| 2014 | Син Божий               | Son of God               | Ісус Христос                |
| 2015 | Посланці                | The Messengers           | Диявол                      |
| 2021 | Нечестивий              | The Unholy               | монсеньйор Дельгард         |